# Coppa Italia 1966-1967
La Coppa Italia 1966-1967 fu la 20ª edizione della manifestazione calcistica. Iniziò il 3 settembre 1966 e si concluse il 14 giugno 1967. Il trofeo fu vinto dal Milan, al suo primo titolo. In questa edizione ci fu la sorpresa Padova, che eliminò Venezia (al primo turno 2-1), Palermo (al secondo turno 3-2), Varese (al terzo turno 3-0), Napoli (ai quarti di finale 2-1) e Inter (in semifinale 3-2), arrivando fino in finale, dove perse 1-0 con il Milan.

## Primo turno
| Arbitro: | Carminati (Milano) |

|  |           |            |
|  | Marcatori | 84’ Simoni |

| Arbitro: | Marengo (Chiavari) |

|               |           |  |
| Benvenuto 36’ | Marcatori |  |

| Arbitro: | Di Tonno (Lecce) |

|  |           |             |
|  | Marcatori | 29’ D'Amato |

| Arbitro: | Acernese (Roma) |

|            |           |                      |
| Vitali 80’ | Marcatori | 52’, 63’, 70’ Nocera |

| Livorno 4 settembre 1966, ore 16:30 CEST Primo turno | Livorno           | 0 – 0 (d.t.s.) L.R. Vicenza qualificato per sorteggio. (lancio della monetina) referto | Lanerossi Vicenza | Stadio Ardenza\| Arbitro: \| D'Agostini (Roma) \| |
| Arbitro:                                             | D'Agostini (Roma) |                                                                                        |                   |                                                   |

| Arbitro: | Varazzani (Parma) |

|           |           |             |
| Toro 119’ | Marcatori | 96’ Capello |

| Arbitro: | Sbardella (Roma) |

|             |           |                                                  |
| Calloni 53’ | Marcatori | 17’ Bonfanti 37’, 83’ Clerici 64’ (rig.) Incerti |

| Arbitro: | Motta (Monza) |

|                                 |           |          |
| Bigon 56’ Fraschini 112’ (rig.) | Marcatori | 76’ Neri |

| Arbitro: | De Robbio (Torre Annunziata) |

|                 |           |                           |
| Tinazzi 2’, 30’ | Marcatori | 72’ Barison 75’ Tamborini |

| Arbitro: | Gonella (Torino) |

|  |           |                                          |
|  | Marcatori | 40’ Rivera 43’ Schnellinger 66’ Amarildo |

| Arbitro: | Pieroni (Roma) |

|              |           |  |
| Gavazzi 104’ | Marcatori |  |

| Arbitro: | Piantoni (Terni) |

|  |           |              |
|  | Marcatori | 118’ La Rosa |

| Arbitro: | Vitullo (Roma) |

|                |           |  |
| Cavicchia 114’ | Marcatori |  |

| Arbitro: | Angonese (Mestre) |

|                     |           |  |
| Tentorio 80’ (rig.) | Marcatori |  |

| Arbitro: | Bernardis (Trieste) |

|  |           |              |
|  | Marcatori | 96’ De Paoli |

| Arbitro: | Vacchini (Milano) |

|                                               |           |           |
| Gioia 8’ Leonardi 15’ Stevan 58’ Anastasi 70’ | Marcatori | 84’ Milan |

| Arbitro: | Picasso (Chiavari) |

|                   |           |  |
| Vasini 68’ (aut.) | Marcatori |  |

### Tabella riassuntiva
| Squadra 1    | Risultato   | Squadra 2         |
| ------------ | ----------- | ----------------- |
| 3/4/7-9-1966 |             |                   |
| Alessandria  | 0 - 1       | Torino            |
| Arezzo       | 1 - 0       | Cagliari          |
| Catania      | 0 - 1       | Lazio             |
| Catanzaro    | 1 - 3       | Foggia            |
| Livorno      | 0 - 0 (dts) | Lanerossi Vicenza |
| Modena       | 1 - 1 (dts) | SPAL              |
| Novara       | 1 - 4       | Lecco             |
| Padova       | 2 - 1 (dts) | Venezia           |
| Palermo      | 2 - 2 (dts) | Roma              |
| Pisa         | 0 - 3       | Milan             |
| Reggiana     | 1 - 0 (dts) | Mantova           |
| Reggina      | 0 - 1 (dts) | Messina           |
| Salernitana  | 1 - 0 (dts) | Potenza           |
| Sampdoria    | 1 - 0       | Genoa             |
| Savona       | 0 - 1 (dts) | Juventus          |
| Varese       | 4 - 1       | Atalanta          |
| Verona       | 1 - 0       | Brescia           |

## Qualificazione
| Arbitro: | Schinetti (Brescia) |

|                   |           |  |
| Crippa 34’ (rig.) | Marcatori |  |

### Tabella riassuntiva
| Squadra 1 | Risultato | Squadra 2 |
| --------- | --------- | --------- |
| 28-9-1966 |           |           |
| Reggiana  | 1 - 0     | Verona    |

## Secondo turno
| Arbitro: | Picasso (Chiavari) |

|  |           |                                             |
|  | Marcatori | 30’ Ciccolo 38’ (aut.) Gambino 41’ Da Silva |

| Arbitro: | Marchiori (Padova) |

|                              |           |  |
| Zigoni 11’, 48’ Leoncini 75’ | Marcatori |  |

| Arbitro: | Palazzo (Palermo) |

|  |           |                         |
|  | Marcatori | 35’ Incerti 40’ Clerici |

| Arbitro: | Bigi (Padova) |

|                                                 |           |                         |
| Rivera 44’, 83’ (rig.), 103’, 118’ Lodetti 102’ | Marcatori | 17’ Rognoni 69’ Console |

| Arbitro: | Caligaris (Alessandria) |

|                                  |           |                     |
| Carminati 28’, 31’ Barbolini 88’ | Marcatori | 71’, 73’ Bercellino |

| Arbitro: | Gussoni (Tradate) |

|            |           |  |
| Rigato 16’ | Marcatori |  |

| Arbitro: | Giunti (Arezzo) |

|                                         |           |  |
| Combin 10’, 66’ Fanello 61’ Poletti 79’ | Marcatori |  |

| Arbitro: | Enzo Barbaresco (Cormons) |

|                |                      |                 |
| Renna Anastasi | Tiri di rigore 7 – 6 | Mazzanti Pienti |

### Tabella riassuntiva
| Squadra 1      | Risultato       | Squadra 2   |
| -------------- | --------------- | ----------- |
| 2-11/4-12-1966 |                 |             |
| Foggia         | 0 - 3           | Lanerossi   |
| Juventus       | 3 - 0           | Arezzo      |
| Lazio          | 0 - 2           | Lecco       |
| Milan          | 5 - 2 (dts)     | Modena      |
| Padova         | 3 - 2           | Palermo     |
| Sampdoria      | 1 - 0           | Salernitana |
| Torino         | 4 - 0           | Messina     |
| Varese         | 0 - 0 (7-6 dcr) | Reggiana    |

## Terzo turno
| Arbitro: | Varazzani (Parma) |

|                        |           |                                                      |
| Da Silva 22’ Menti 72’ | Marcatori | 2’, 110’ De Paoli 52’, 101’ Menichelli 98’ Stacchini |

| Arbitro: | Bigi (Padova) |

|                                          |           |                         |
| Sormani 5’ Rivera 11’, 21’ Fortunato 51’ | Marcatori | 46’, 86’ (rig.) Facchin |

| Arbitro: | Fiduccia (Marsala) |

|                           |           |  |
| Novelli 2’ Bigon 14’, 22’ | Marcatori |  |

| Arbitro: | Vitullo (Roma) |

|                     |                      |              |
| Bacher 64’ (aut.)   | Marcatori            | 67’ Bonfanti |
| Tentorio Frustalupi | Tiri di rigore 3 – 4 | Azzimonti    |

### Tabella riassuntiva
| Squadra 1     | Risultato       | Squadra 2 |
| ------------- | --------------- | --------- |
| 15-2/1-3 1967 |                 |           |
| Lanerossi     | 2 - 5 (dts)     | Juventus  |
| Milan         | 4 - 2           | Torino    |
| Padova        | 3 - 0           | Varese    |
| Sampdoria     | 1 - 1 (3-4 dcr) | Lecco     |

## Quarti di finale
| Arbitro: | Angonese (Mestre) |

|                                     |                      |                         |
| Fogli 89’                           | Marcatori            | 5’ Zigoni               |
| Perani Bulgarelli Perani Bulgarelli | Tiri di rigore 3 – 4 | De Paoli Sarti De Paoli |

| Arbitro: | Bernardis (Trieste) |

|             |           |  |
| Mazzola 60’ | Marcatori |  |

| Arbitro: | Gussoni (Tradate) |

|              |           |                         |
| Bonfanti 63’ | Marcatori | 35’ Sormani 68’ Lodetti |

| Arbitro: | Sbardella (Roma) |

|                              |           |              |
| Morelli 51’ Quintavalle 119’ | Marcatori | 65’ Altafini |

### Tabella riassuntiva
| Squadra 1    | Risultato       | Squadra 2  |
| ------------ | --------------- | ---------- |
| 4-5/4-6 1967 |                 |            |
| Bologna      | 1 - 1 (4-5 dcr) | Juventus   |
| Inter        | 1 - 0           | Fiorentina |
| Lecco        | 1 - 2           | Milan      |
| Padova       | 2 - 1 (dts)     | Napoli     |

## Semifinali
| Arbitro: | Di Tonno (Lecce) |

|             |           |                       |
| Del Sol 37’ | Marcatori | 9’ Mora 115’ Amarildo |

| Arbitro: | D'Agostini (Roma) |

|                                |           |                        |
| Carminati 29’, 57’ Morelli 36’ | Marcatori | 39’ Suarez 43’ Mazzola |

### Tabella riassuntiva
| Squadra 1 | Risultato   | Squadra 2 |
| --------- | ----------- | --------- |
| 7-6-1967  |             |           |
| Juventus  | 1 - 2 (dts) | Milan     |
| Padova    | 3 - 2       | Inter     |

## Finale
| Arbitro: | Bernardis (Trieste) |

|              |           |  |
| Amarildo 49’ | Marcatori |  |

| Milan | Padova |

|                  |    |                         |  |
|                  |    |                         |  |
| P                | 1  | Pierangelo Belli        |  |
| D                | 2  | Angelo Anquilletti      |  |
| D                | 3  | Karl-Heinz Schnellinger |  |
| C                | 4  | Sergio Maddè            |  |
| D                | 5  | Giovanni Trapattoni     |  |
| D                | 6  | Bruno Baveni            |  |
| A                | 7  | Bruno Mora              |  |
| C                | 8  | Giovanni Lodetti        |  |
| A                | 9  | Amarildo                |  |
| C                | 10 | Gianni Rivera           |  |
| A                | 11 | Giuliano Fortunato      |  |
| Allenatore:      |    |                         |  |
| Arturo Silvestri |    |                         |  |

|               |    |                                      |
|               |    |                                      |
| P             | 1  | Walter Pontel                        |
| D             | 2  | Cristiano Cervato                    |
| D             | 3  | Valeriano Barbiero                   |
| C             | 4  | Rinaldo Frezza                       |
| D             | 5  | Giorgio Barbolini                    |
| D             | 6  | Giorgio Sereni (dal 54' Mauro Gatti) |
| A             | 7  | Italo Carminati                      |
| C             | 8  | Alberto Bigon                        |
| A             | 9  | Paolo Morelli                        |
| C             | 10 | Achille Fraschini                    |
| A             | 11 | Alberto Novelli                      |
| Allenatore:   |    |                                      |
| Humberto Rosa |    |                                      |

### Tabella riassuntiva
| Squadra 1 | Risultato | Squadra 2 |
| --------- | --------- | --------- |
| 14-6-1967 |           |           |
| Milan     | 1 - 0     | Padova    |